# Giorgos Alkaios

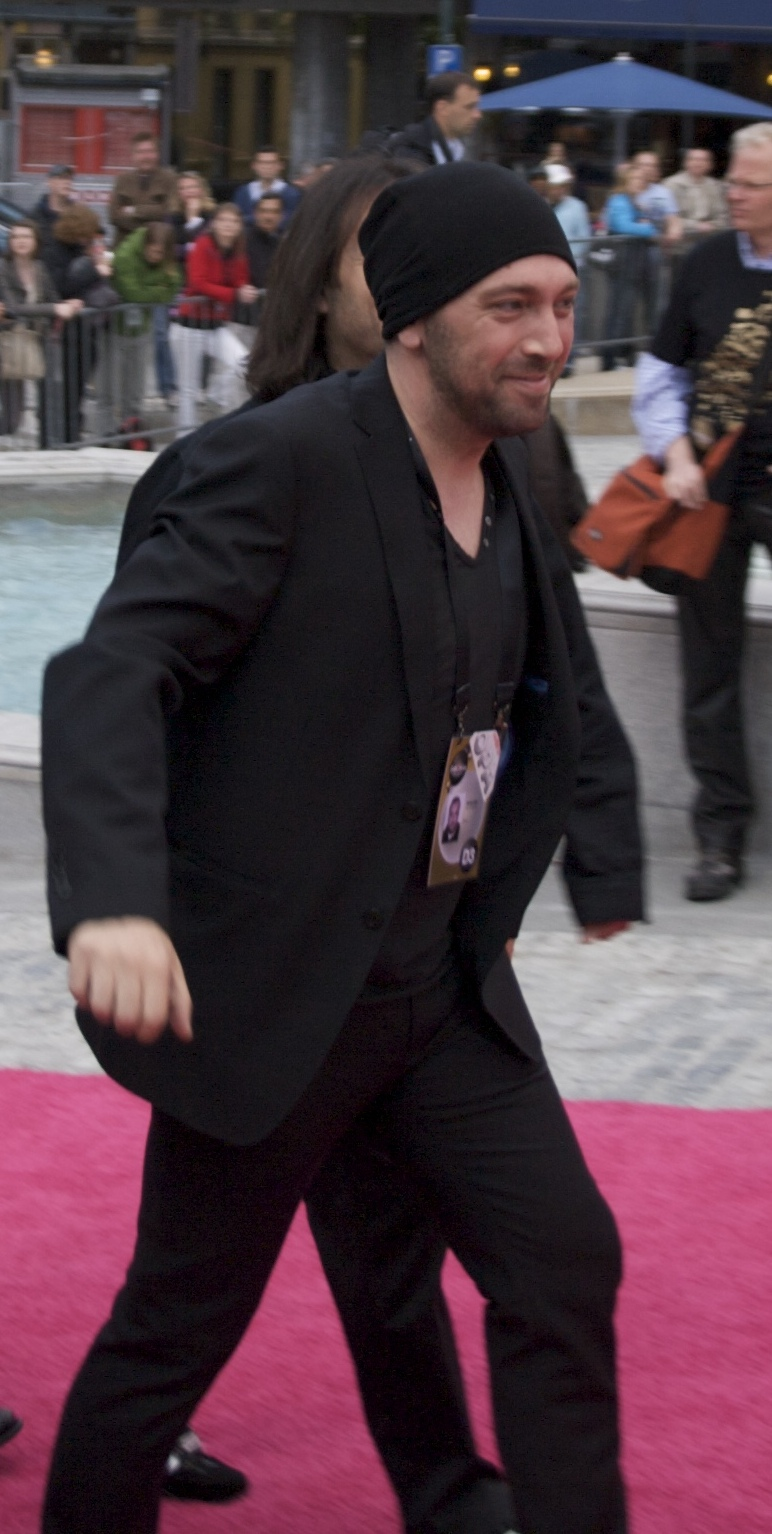
Giorgos Alkaios in Oslo (2010)

Giorgos Alkaios (Grieks: Γιώργος Αλκαίος) (Athene, 24 december 1971), is een Griekse acteur en zanger. Zijn carrière als artiest startte in 1989, toen hij meedeed aan een talentenjacht op de Griekse nationale televisie. Zijn eerste album bracht hij uit in 1992. Alkaios vertegenwoordigde Griekenland op het Eurovisiesongfestival 2010 in de Noorse hoofdstad Oslo. Met zijn Griekstalige nummer OPA werd hij tweede in de eerste halve finale, waarmee hij zich ruimschoots kwalificeerde voor de finale. In de finale werd Alkaios vervolgens achtste, met 140 punten.

## Discografie

### Studioalbums
- 1992: Me Ligo Trak
- 1993: Ah! Kita Me
- 1994: Den Pirazi
- 1995: Anef Logou (Gold)
- 1996: Entos Eaftou (Platinum)
- 1997: En Psichro (Platinum)
- 1998: Ichi Siopis (Platinum)
- 1999: Sirmatoplegma (Gold)
- 2000: Pro Ton Pilon
- 2001: Oxygono
- 2003: Kommatia Psichis
- 2004: Ethousa Anamonis: Special Edition
- 2006: Nichtes Apo Fos
- 2007: Eleftheros
- 2008: To Diko Mas Paramithi

### Compilations
- 1998: Ta Dika Mou Tragoudia
- 2002: Ta Tragoudia Mou

### Livealbums
- 2005: Live Tour

### Ep's & cd-singles
- 1999: The Remix - ep
- 2002: Karma - cd-single
- 2010: Dos Moy Ligo Fos